# Ślimak (skała)
Ślimak – skała znajdująca się w lesie po północnej stronie zabudowanego obszaru Zastudnia (część wsi Suliszowice), administracyjnie w obrębie wsi Siedlec w powiecie częstochowskim, w gminie Janów. Pod względem geograficznym jest to obszar Wyżyny Częstochowskiej w obrębie Wyżyny Krakowsko-Częstochowskiej.
W rzadkim lesie na zboczu wzniesienia nad Zastudniem jest grupa kilku skał, na których uprawiana jest wspinaczka skalna. Ślimak znajduje się na północnym stoku tego wzniesienia. Jest to zbudowany z twardych wapieni skalistych ostaniec o wysokości 10–12 m. Są na nim 4 drogi wspinaczkowe o trudności od VI.1 do VI.6+ w skali Kurtyki, wszystkie z 2005 r. Jest też jeden projekt. Jesienią 2020 r. odnowiono i uzupełniono na nich asekurację, dzięki czemu stały się atrakcyjnym obiektem wspinaczkowym.  Drogi mają zamontowane stałe punkty asekuracyjne: ringi (r) i ring zjazdowy.
1. Projekt; 2r + rz, 10 m
2. Deflacja; 1r + rz, VI.1, 10 m
3. Podarunek; 2r + rz, VI.6, 11 m

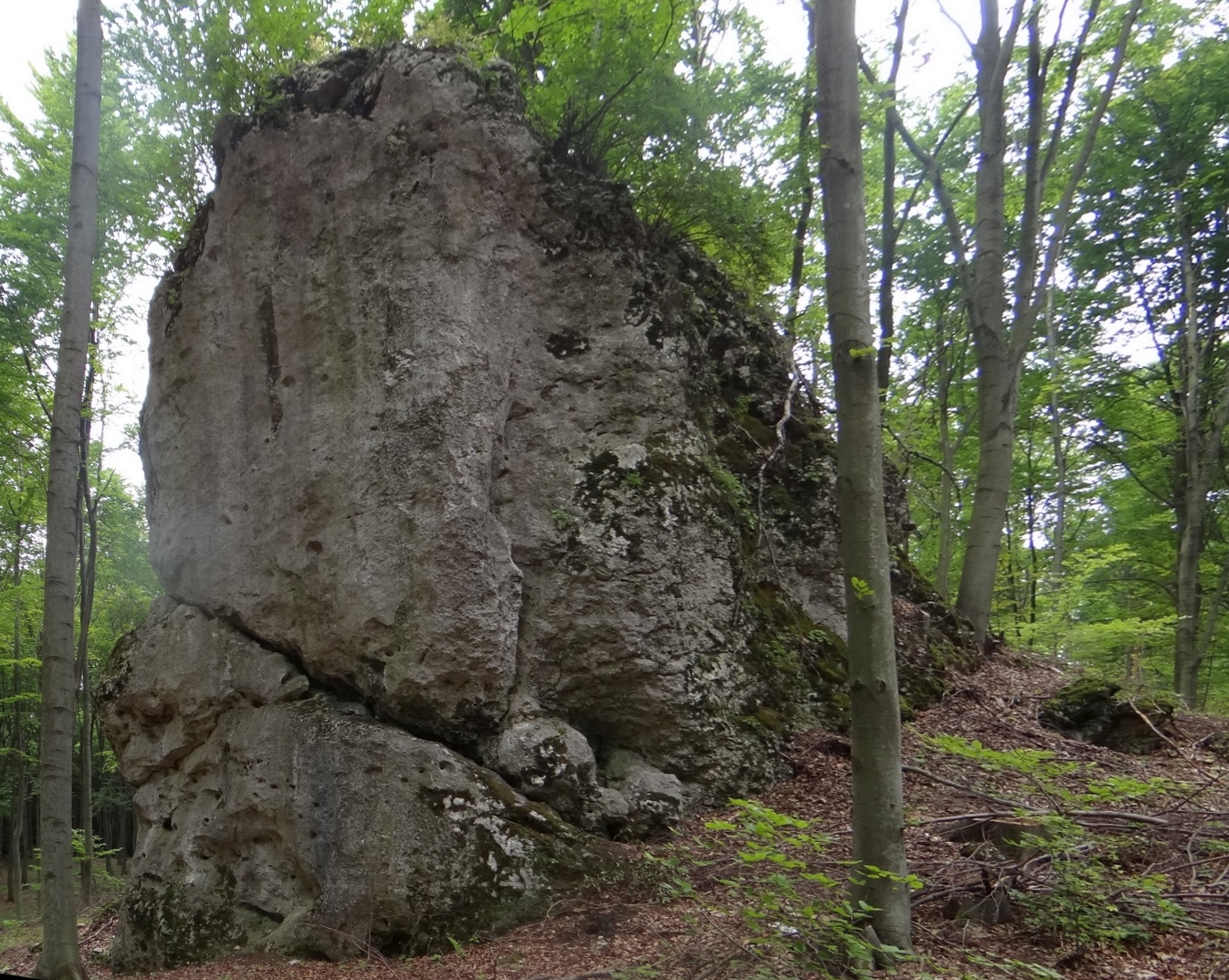
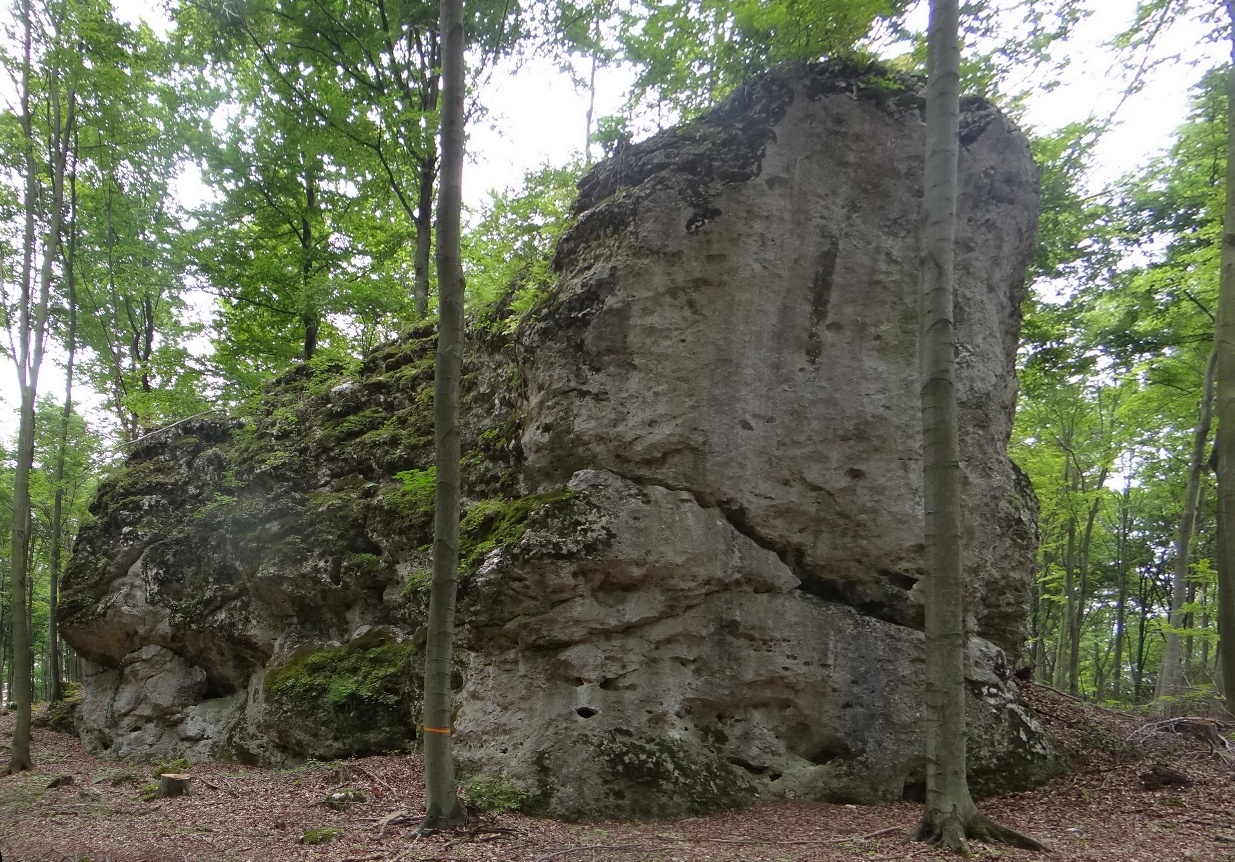
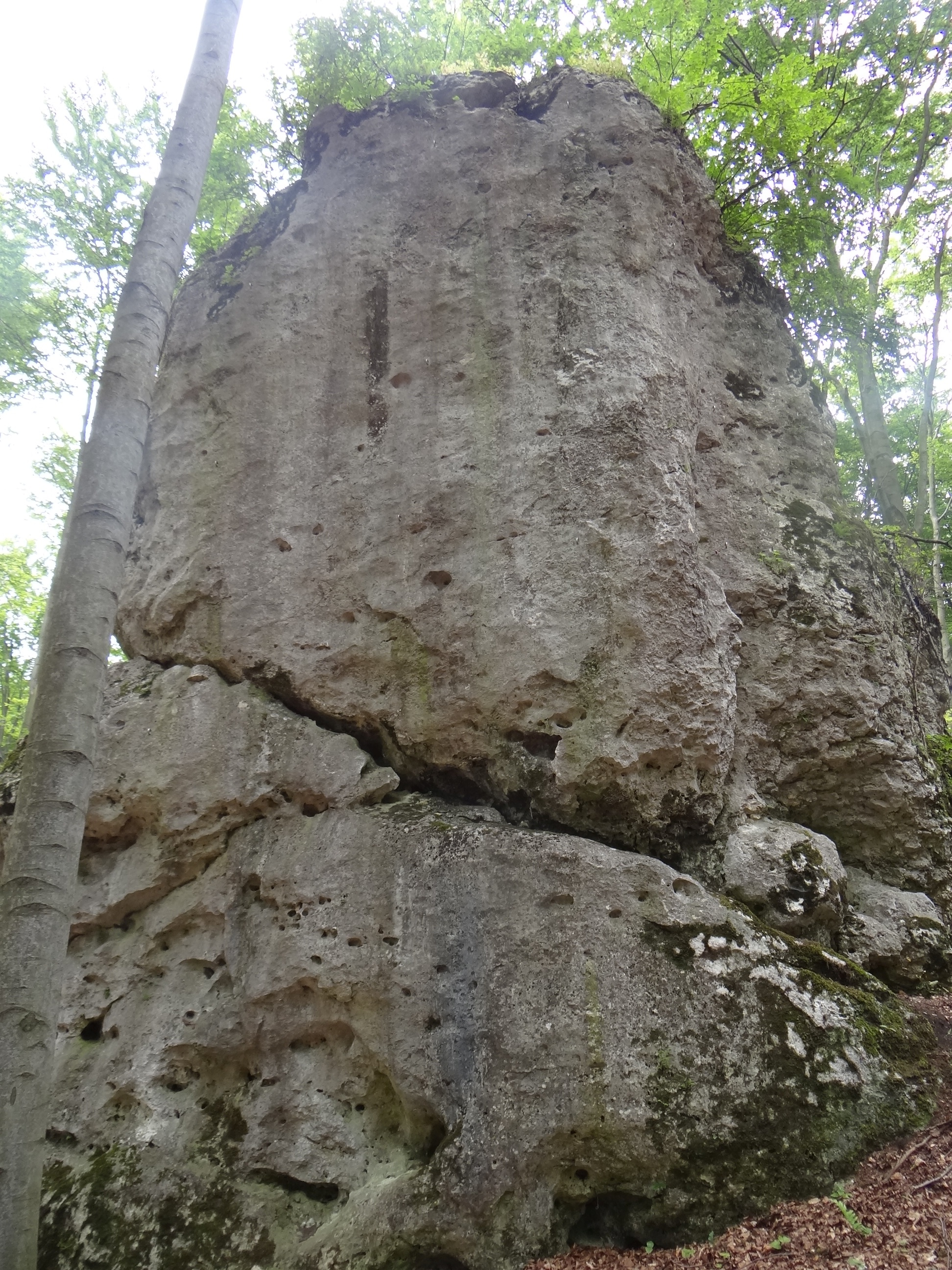
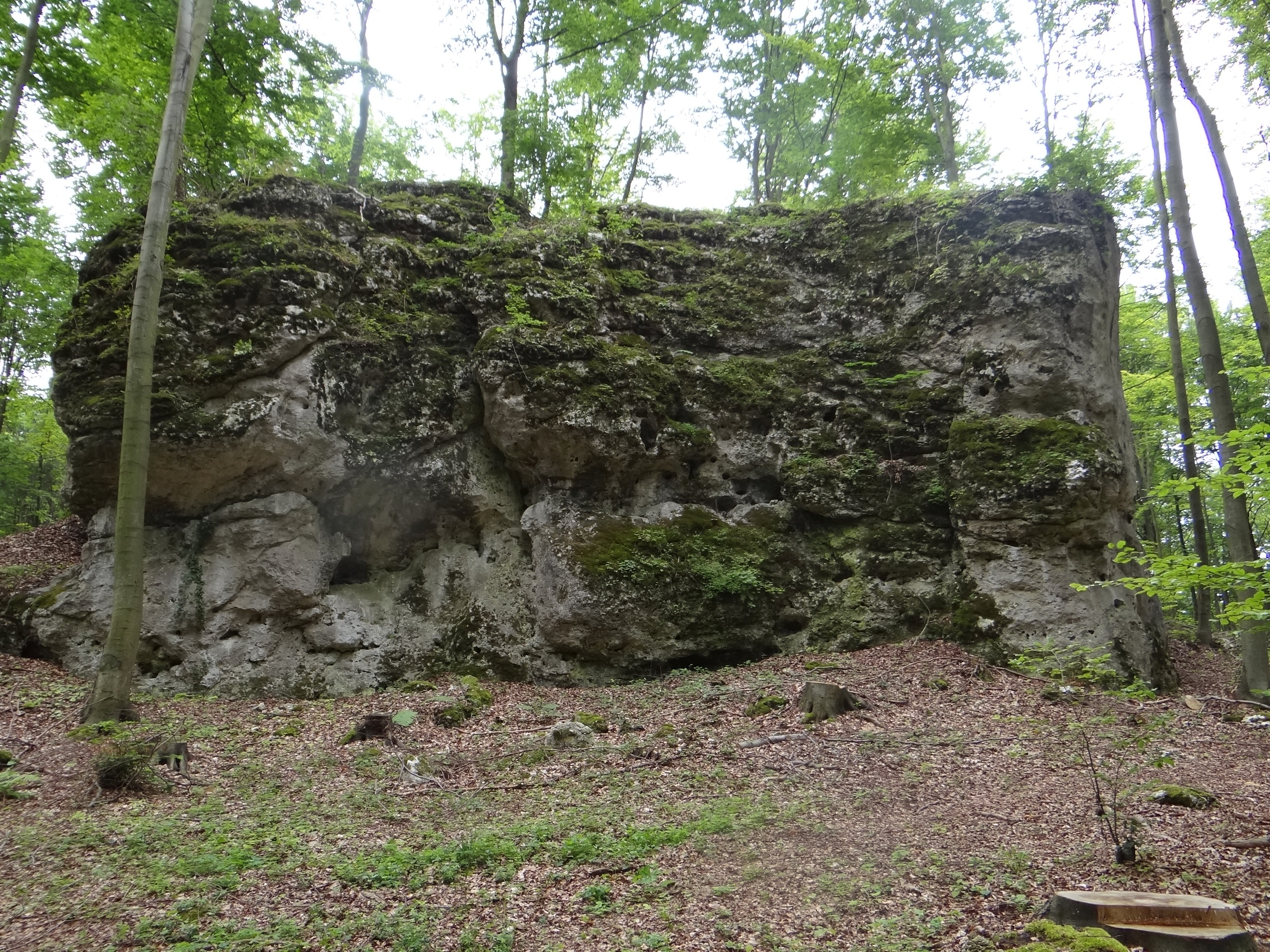

4. Świnia nie ślimak; 2r + rz, VI.3+, 11 m
5. Defloracja Ślimaka; 2r + rz, VI.1+, 11 m[5].